# Francisco Camacho
Fray Francisco Camacho, natural de Gibraltar, residió indistintamente en los conventos de La Rábida y Moguer, antes de marchar para México en la expedición misionera de 1690. Era alto, blanco y pelirrojo.